# Steyler Bank
Die Steyler Bank GmbH (Markenname Steyler Ethik Bank) ist ein Kreditinstitut und eine Kirchliche Bank der Steyler Missionare. Sie wurde 1964 in Sankt Augustin, wo sich bis heute ihre Zentrale befindet, gegründet und legt Gelder nach ethischen Gesichtspunkten an.
Die Steyler Bank ist eine Privatbank in der Rechtsform einer Gesellschaft mit beschränkter Haftung und verfügt über ein Stammkapital von rund 2,5 Mio. Euro. Primär wird das Passivgeschäft für private und institutionelle Kunden betreiben. Der Schwerpunkt liegt in der Anlageberatung sowie in der Vermögensverwaltung. Als Bank des Steyler Missionsordens fühlt sie sich auch den Zielen der Missionare, Gerechtigkeit, Frieden und der Bewahrung der Schöpfung, verpflichtet. Sie bietet außerdem eine Stiftungsberatung an und verwaltet derzeit 197 Treuhandstiftungen (Stand 2013).

## Geschichte
Die Bank wurde am 4. Dezember 1963 unter dem Namen Steyler Missionssparinstitut Sankt Augustin GmbH gegründet. Nach der Eintragung ins Handelsregister am 13. Februar 1964 nahm die Bank ihre Geschäftstätigkeit auf. Zuvor waren den Steyler Missionaren bereits Geldmittel anvertraut worden, deren Zinserträge die Missionare für ihre Arbeit nutzen konnten. Dies wurde 1964 von der Bankenaufsicht nicht mehr gestattet, so dass sich die Steyler Missionare zur Gründung einer eigenen Bank entschieden.
Lag der Schwerpunkt bis gegen Ende der 1990er Jahre noch im klassischen Bereich der Geldanlage, so ist seit dem Jahre 2000 der Wertpapierbereich hinzugekommen. In diesem Zuge wurde 1999 der Name in Steyler Bank GmbH geändert. 2002 wurde im Missionshaus St. Gabriel die Niederlassung in Österreich eröffnet.
Im Geschäftsbericht der Bank für das Jahr 2017, veröffentlicht am 29. April 2020 auf unternehmensregister.de, wird von der Schließung der Niederlassung berichtet: „Die Niederlassung in Österreich wurde zum 31. Dezember 2017 geschlossen. Die Bank bietet seit dem 1. Januar 2018 Bankprodukte nur noch im freien Dienstleistungsverkehr an.“

## Tätigkeitsfelder

### Kunden
Nur etwa 25 % der rund 16.000 Kunden kommen aus dem Großraum Köln/Bonn. Die weitaus größere Anzahl stammt aus dem gesamten deutschen Bundesgebiet mit Schwerpunkt im süddeutschen Bereich. Auch international ist die Steyler Bank tätig. Kunden müssen weder katholisch sein, noch im Bereich des Erzbistums Köln leben oder bei einem kirchlichen Träger beschäftigt sein. Das unterscheidet die Steyler Bank von ähnlichen Kirchenbanken anderer Konfessionen.

### Zinsen
Die Steyler Bank zahlt marktgerechte und übliche Zinsen. Der Kunde entscheidet, ob ein bestimmter Prozentsatz seiner Zinsen für die Projekte der Steyler Mission zur Verfügung gestellt wird.

### Wertpapiere
Die Steyler Bank legt seit 2012 zwei eigene Offene Investmentfonds auf. Dabei handelt es sich um einen Aktien- und einen Rentenfonds (Nachhaltigkeitsfonds zusammen mit dem Bankhaus M.M.Warburg & CO). Der Aktienfonds der Steyler Bank enthält auch Anlagen in kontroversen Firmen, auf die die Bank allerdings in einer Watchlist hinweist. Mit 2,5 Mio. Euro Fondsanteilen hält die Bank an dem 15 Mio. Euro umfassenden Aktienfonds knapp 18 % selber (Stand 30. Juni 2013). Den Kunden werden zudem Wertpapiere anderer Gesellschaften angeboten, die festgelegten sozialen, kulturellen und ökologischen Kriterien entsprechen.

### Ethisches Investment
Ein Schwerpunkt der Steyler Bank liegt im Bereich des ethischen oder nachhaltigen Investments. Soweit der Kunde es wünscht, kann er anhand bestimmter Kriterien bestimmen, welche Ausschlusskriterien er anwenden möchte. Beispiele hierfür sind: Kinderarbeit, die Atomindustrie, die Rüstungsindustrie etc. Die Bank arbeitet in diesem Zusammenhang mit der Münchener Agentur oekom-research zusammen. Die angewandten Kriterien gehen zurück auf den Frankfurt-Hohenheimer Leitfaden von Johannes Hofmann.

## Gewinnverwendung
Die Steyler Bank verwaltete im Jahre 2012 ein Kundenvermögen von 409,4 Mio. € und erzielte einen Gewinn nach Steuern von 0,32 Mio. €. Zusammen mit den Zins- und Kapitalspenden der Kunden konnte das Geldinstitut 3,37 Mio. € an die Steyler Mission weitergeben, die damit zahlreiche Hilfsprojekte in 70 Ländern der Erde unterstützt.
Im Geschäftsbericht der Bank für das Jahr 2017, veröffentlicht am 29. April 2020 auf unternehmensregister.de, heißt es jedoch: „Zusammenfassend ist die Ertragslage der Steyler Bank zum Zeitpunkt der Aufstellung des Lageberichtes als verbesserungsbedürftig zu bewerten. Das Niedrigzinsumfeld macht sich weiterhin sehr massiv bemerkbar. Die deutlich rückläufige Zinsspanne konnte durch die Steigerung anderer Ertragskomponenten nicht kompensiert werden. Bei gleichzeitig gestiegenen Verwaltungsaufwendungen hat sich das operative Ergebnis verschlechtert.“
Der Bilanzgewinn der Bank sank auf nur noch 36.000 Euro im Jahre 2017. Im Geschäftsbericht der Bank für das Jahr 2017, veröffentlicht am 29. April 2020 auf unternehmensregister.de, heißt es dazu: „Für die Steyler Bank ergibt sich aus einem Nettogewinn 2017 in Höhe von € 0,036 Mio. und einer Bilanzsumme von € 288,9 Mio. eine Kapitalrendite 0,013 %“.

## Mitgliedschaften und Verbünde
- Die Steyler Bank ist Mitglied im Einlagensicherungsfonds des Bundesverbandes deutscher Banken.
- Die Bank ist Mitglied im Cashpool. So können Kunden an über 2.000 Geldautomaten bundesweit Bargeld kostenlos zu Lasten des eigenen laufenden Kontos verfügen.
- Die Steyler Bank GmbH ist dem genossenschaftlichen Rechenzentrum der Atruvia angeschlossen und nutzt als Kernbankensystem deren Software agree21.